# Jungle Jim
Jungle Jim (en español, dependiendo del país, Jim de la selva Jim de la jungla o incluso Jim el Temerario) es una serie de historieta de aventuras estadounidense publicada por primera vez el 7 de enero de 1934, por el guionista Don Moore y el dibujante Alex Raymond, que protagonizaba un aventurero de la selva. 

## Argumento
A diferencia de los protagonistas de Tarzán , Ka-Zar  o Kaanga, series de historietas basadas en temas de la selvas, "Jungle Jim" Bradley se ubica en el Sureste de Asia en lugar de África, y era un cazador en lugar de un hombre salvaje con taparrabos. Otros personajes incluían a Kolu, un nativo que servía a su compañero Jim (de manera similar al personaje Lothar en Mandrake el mago) y la mujer fatal Lille DeVrille, que apareció dos años después del debut de la tira. Para el teórico Oscar Masotta, esta mujer permanecerá tal vez como uno de los más atractivos caracteres de Raymond, mientras que en general el clima y las ropas de los personajes hacen pensar en Tim Tyler’s Luck.
En los primeros años del cómic en general figuran historias que giran en torno a piratas, trata de esclavos, y otros antagonistas comunes de la selva. 
Al acercarse la Segunda Guerra Mundial, Jungle Jim, al igual que muchos cómics de la época, fue influido por el espíritu de los tiempos, pasando Jim a luchar contra los japoneses.

## Trayectoria editorial
A partir de finales de la década de 1930 y en la década de 1940, el cómic fue reimpreso en comic book por la editorial Ace Comics. También fue editado en Europa, por editoriales como Molino.
En 1944, el artista Alex Raymond se alistó en el Cuerpo de Marines de los Estados Unidos. Entre sus sucesores estuvieron John Mayo, Paul Norris (creador de Aquaman de DC Comics), y Don Moore. 
También hubo 11 libros de historietas originales Jungle Jim producidos por Norma Comics de 1949 a 1951, así como 20 ejemplares de la serie Dell Comics de 1953 - 1959. Por su parte, la tira finalizó en 1954.
En 1966 - 1967, King Features Syndicate tuvo su propia empresa de cómics y publicó un solo volumen de Jungle Jim solo numerado como "# 5". Charlton Comics luego retomó la numeración de Dell por otros siete volúmenes de 1969 a 1970.

## Adaptaciones a otros medios
- Un show semanal de radio Jungle Jim se estrenó el 2 de noviembre de 1935.
- Un serial para cine de 12 episodios fue producido por Universal Pictures, con Grant Withers, en 1937.
- Columbia Pictures produjo una serie de dieciséis Jungle Jim películas tipo B, ubicadas en África y protagonizada por Johnny Weissmüller, de 1948 a 1955. En un movimiento de reducción de gastos, la licencia de propiedad se redujo durante las últimas tres películas, y Weismuller se interpretó como el mismo, de la misma forma que lo habían hecho antes Roy Rogers y Gene Autry.
- Una sola temporada de serie de televisión de Screen Gems se llevó a cabo de 1955 a 1956. De 39 episodios, también protagonizada por Weissmuller.